# Sinfonía n.º 14 (Mozart)

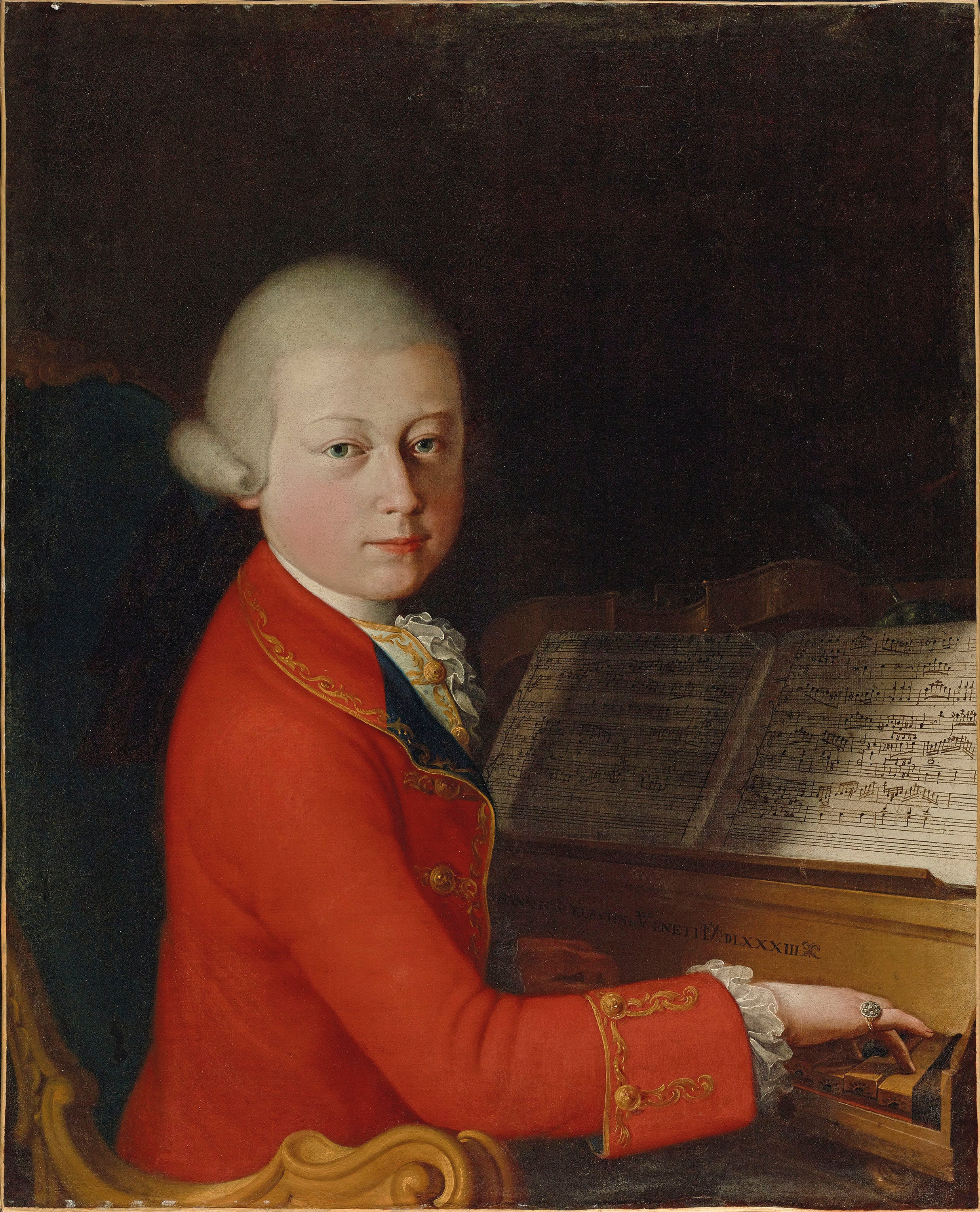
Mozart en 1770.

La Sinfonía n.º 14 en la mayor, K. 114 fue compuesta por Wolfgang Amadeus Mozart y fechada el 30 de diciembre de 1771, cuando el compositor tenía quince años.

## Historia

### Contexto

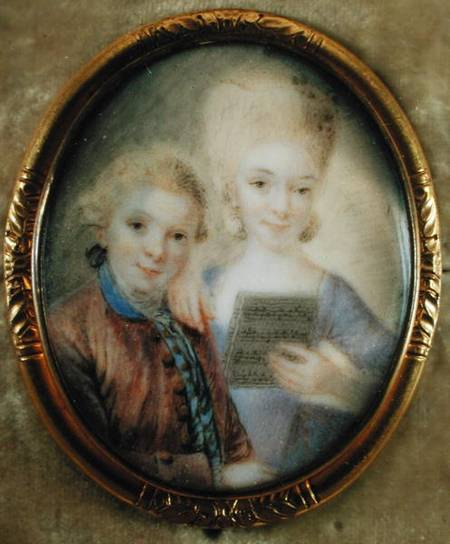
Wolfgang y Nannerl hacia 1763.

La carrera de Mozart como sinfonista había empezado en Londres durante el gran viaje de la familia Mozart por Europa entre junio de 1763 y noviembre de 1766. El padre Leopold Mozart planeó la gira para exhibir a sus prodigiosos hijos, Wolfgang y Nannerl en las principales cortes europeas. En ese tiempo Wolfgang compuso sus primeras obras del género, que tenían una deuda sustancial con las sinfonías de estilo galante italianizante en tres movimientos de Carl Friedrich Abel y Johann Christian Bach; también escuchó las sinfonías de compositores relevantes como Thomas Arne, William Boyce y Giuseppe Sammartini. Posteriormente Leopold y sus hijos pasaron en Viena varios meses de 1768 durante los cuales el joven maestro hizo un esfuerzo consciente por adaptar su estilo sinfónico a los gustos del público vienés, adoptando entre otras cosas la estructura en cuatro movimientos. Una afortunada consecuencia de los largos viajes del compositor en ciernes fue el contacto que le proporcionaron con una generosa muestra representativa de las tradiciones musicales europeas: alemana, británica, francesa e italiana.
El joven compositor y su padre realizaron tres viajes a Italia entre diciembre de 1769 y en mayo de 1773. En este periodo alternó sus visitas con estancias en Salzburgo durante las cuales creó la ópera Mitrídates, rey de Ponto, así como varias sinfonías con apreciable influencia del gusto italiano por la ópera bufa. En 1772 y 1773 el maestro austríaco vivió una etapa de entusiasmo por la escritura sinfónica, produciendo cada año siete nuevas sinfonías (n.º 15 - n.º 27). Después redujo su actividad en este campo y en los dos años siguientes sólo aparecieron tres nuevas piezas del género (n.º 28, 29 y 30).

### Composición
La composición de la obra se desarrolló en 1771 en Salzburgo. La partitura autógrafa está fechada el 30 de diciembre de 1771, se conserva en la actualidad en la Biblioteca Jagellónica de Cracovia y se puede consultar online. Esta fue la primera sinfonía que Mozart escribió en Salzburgo tras su segundo viaje a Italia. El joven maestro escribió siete sinfonías más en 1772 y otras 28 en los cuatro años siguientes, una intensidad de composición sinfónica que ningún otro compositor ha igualado jamás.
El 16 de diciembre de 1771, al día siguiente de su regreso de Italia, había muerto Sigismund von Schrattenbach, el arzobispo de Salzburgo que había apoyado de manera significativa la carrera de "niño prodigio" Mozart.  Es posible que Mozart hubiera querido utilizar esta pieza a modo de “tarjeta de visita” en el contexto de la inminente elección del sucesor del arzobispo. Según Küster, es posible que la muerte de Schrattenbach también supusiera una conmoción personal para los Mozart porque intuyeron las consecuencias que esto podría tener para ellos y para la continuación de la carrera internacional de Mozart. Esta sinfonía constituye, por tanto, una prueba de lo absurdo que es intentar construir una conexión interna entre las conmociones biográficas y las composiciones de Mozart.

### Estreno y publicación
No se sabe con certeza la fecha y el lugar en que tuvo lugar el estreno de la sinfonía.
La primera edición fue llevada a cabo en 1880 por la editorial Breitkopf & Härtel en Leipzig, que publicó bajo la denominación Wolfgang Amadeus Mozarts Werke, Serie VIII, No. 14 tanto las partes como la partitura completa.

## Instrumentación
La partitura está escrita para una orquesta formada por:
- Viento madera: 2 flautas, 2 oboes y [1 fagot].
- Viento metal: 2 trompas en la.
- Teclado: [clavecín].
- Cuerda: una sección de cuerdas con 2 violines (primero y segundo), viola, violonchelo y contrabajo.

Los dos oboes solo aparecen en el segundo movimiento, mientras que en el resto de los movimientos son sustituidos por las flautas. En las orquestas de aquella época era una práctica común emplear el fagot y el clavecín, si estaban presentes en la orquesta, para reforzar la línea del bajo o bien como continuo, incluso sin notación separada.

## Estructura y análisis
La sinfonía consta de tres movimientos:
- I. Allegro moderato, en la mayor 2
2
- II. Andante, en re mayor 3
4
- III. Menuetto, en la mayor – Trio, en la menor 3
4
- IV. Molto allegro, en la mayor 2
4

La interpretación de esta obra dura aproximadamente entre 15 y 20 minutos. Se trata de una obra vienesa en cuatro movimientos, elegante, grácil y sumamente ingeniosa. Esta es la primera de tres notables sinfonías escritas en la tonalidad de la mayor, junto con las Sinfonías n.º 21 y n.º 29. Esta tonalidad por sí misma confiere un brillo al sonido de los violines y genera una tesitura más aguda en las trompas, que utilizan secciones de tubo más cortas.

### I.Allegro moderato
El primer movimiento, Allegro moderato, está escrito en la tonalidad de la mayor, en compás alla breve y sigue la forma sonata. Se abre de manera calmada interpretada por los violines en piano, a diferencia de la apertura habitual con el tutti en forte. El tema principal está formado en realidad por cinco espléndidas ideas temáticas con una sección de desarrollo breve pero fascinante. Como el ritmo es relativamente lento el público que lo escuchó por primera vez es probable que tuvieran una certeza inmediata del tempo y la métrica. La incertidumbre se despeja en cuanto el tema es repetido por toda la orquesta en forte con un acompañamiento en corcheas constantes. Después de un soplo de fanfarria, el material de transición desarrolla el tema inicial con una revancha contenida. El segundo tema retoma el estilo camerístico íntimo del inicio y se desliza hacia su propia dominante, si menor y regresa a mi mayor para el cierre. La primera parte del desarrollo, aunque es material nuevo, enfatiza el aspecto íntimo del primer tema, como dúos de flautas, violas, violines seguido de un cuarteto de trompas y violas. Solamente se emplean la dominante y subdominante en contextos bien anclados a la tónica. La recapitulación es bastante convencional.

### II.Andante
El segundo movimiento, Andante, está en re mayor y en compás de 3/4. En el movimiento lento las trompas guardan silencio. Su carácter es delicado, continúa con la atmósfera intimista de música de cámara del Allegro. Empieza también con los violines y las violas que interpretan divididas por momentos. La sección episódica después de la doble barra podría ser una textura expandida de cuarteto de cuerdas. Cuenta con un tema principal lírico y una sección central con un contrapunto para cuerda tiernamente lírico. La escritura polifónica se yuxtapone a expresiones galantes con efecto revelador. Los oboes se usan de manera selectiva en unos pocos suspiros, en su mayoría dominantes mantenidas, y sólo siete compases de alguna otra cosa.

### III.Menuetto–Trio
El tercer movimiento, Menuetto – Trio, está en la mayor que en el trío pasa a la menor y el compás es 3/4. Las trompas regresan para el minueto, con sus enérgicas secciones exteriores para cuerdas matizadas por los vientos. El minueto se inicia con pompa y ceremonia, solo para sorprender después con la altura, la tesitura y la textura en el compás 5. El comienzo de la segunda parte recupera la compostura, más en la línea con los dos primeros movimientos. El trío está escrito solo para cuerdas en modo menor. Presenta un carácter discretamente inquietante. Con sus notas repetidas, su flexión ascendente y su descenso para la cadencia, recuerda al canto; las voces no recitantes lo acompañan con cierta irreverencia. Neal Zaslaw sugiere una posible derivación del Miserere mei Deus.

### IV.Molto allegro
El cuarto y último movimiento, Molto allegro, retoma la tonalidad inicial y el compás es 2/4. El Finale se abre con una fanfarria para la orquesta completa que se repite dos veces, seguida de un cambio de acordes común sin tema principal y una serie de episodios elegantes y encantadores. Al parecer la ausencia de un tema principal se debe a que la obra estaba destinada a ser interpretada en el Carnaval de Salzburgo y que los festejantes debían improvisar una melodía sobre el cambio. Neal Zaslaw percibe aquí una alusión a "Kraut und Rüben", con la progresión de tónica, subdominante, dominante y tónica. Según Brown, aunque se podría replica esta hipótesis por lo común de las armonías, Mozart subraya esta secuencia de acordes con dobles y triples cuerdas en los violines, lo cual es una reminiscencia más de la música folclórica que de la interpretación clásica del violín.

## Recepción de la obra
Es probable que la obra fuera relativamente popular entre los contemporáneos, ya que existen varias copias alemanas y bohemias.